# Benjamin Smith
Benjamin Smith (Londra, 1754 – 1833) è stato un incisore e editore inglese.

## Biografia
Nato probabilmente a Londra ma di origini sconosciute, non si hanno notizie della sua famiglia e del suo percorso formativo, sembra tuttavia sia stato allievo di Francesco Bartolozzi e di Benjamin West, anche se non esistono prove documentali di questo fatto. La sua prima opera accreditata con sicurezza risale al 1787. 

La maggior parte delle sue opere sono create con la tecnica della puntasecca, in larga parte si tratta di incisioni di ritratti, illustrazioni e scene di carattere allegorico o biblico, soprattutto riproduzioni di opere dei più importanti artisti dell'epoca. Il suo committente più importante è stato l'editore John Boydell, per il quale creò diverse incisioni per le edizioni delle opere di William Shakespeare, all'interno di una serie pubblicata nel 1802, e i cui originali sono ora conservati presso la Boydell Shakespeare Gallery. Tra i suoi ritratti più notevoli abbiamo quello di William Hogarth, in compagnia del suo cane Trump, un ritratto di Giorgio III e uno di Napoleone. 

Tra i suoi allievi più celebri sono da annoverare William Holl il Vecchio, Henry Meyer, e Thomas Uwins.